# Bonjour Baberiba Pt II
Bonjour Baberiba Pt II är en skiva utgiven av det svenska rockbandet Bergman Rock den 4 maj 2005.
"Crack of Dawn" och "Unforced Peace" är covers på The Voidoids respektive Roky Erickson.

## Låtlista
1. "Bonjour Barberiba, Part II" (Bergman Rock) - 2:51
2. "Crack of Dawn" (Richard Hell) - 2:32
3. "No More Top 10" (Bergman Rock) - 4:06
4. "Unforced Peace" (Roky Erickson) - 4:28
5. "Legendary Look-Alikes" (Bergman Rock) - 3:24
6. "Swan Song" (Bergman Rock) - 2:07
7. "Bubble Gum" (Bergman Rock) - 5:49